# Kampfgeschwader 4 „General Wever“
Das Kampfgeschwader 4 „General Wever“ war ein Verband der Luftwaffe im Zweiten Weltkrieg. Es war nach Walther Wever benannt, der als Chef des Generalstabes der Luftwaffe am 3. Juni 1936 tödlich verunglückte. Aufgrund dieses Ehrennamens waren die Geschwaderangehörigen berechtigt am rechten Unterarm einen Ärmelstreifen mit der Aufschrift „General Wever“ zu tragen. Als Kampfgeschwader, ausgestattet mit Bombern, erst vom Typ Heinkel He 111, dann mit der Junkers Ju 88 und zuletzt mit der Heinkel He 177 führte es Luftangriffe mit Bomben auf zugewiesene Ziele durch. Das Geschwader beteiligte sich am Überfall auf Polen, dem Norwegenfeldzug, dem Westfeldzug, der Luftschlacht um England, dem Balkanfeldzug und dem Deutsch-Sowjetischen Krieg. Nach der bedingungslosen Kapitulation der Wehrmacht am 8. Mai 1945 wurde es aufgelöst.

## Aufstellung
Das Geschwader entstand am 1. Mai 1939, nach dem neuen Benennungsschema der Luftwaffe, durch die Umbenennung des seit 1. April 1936 aufgestellten Kampfgeschwaders 253. Dieses hatte am 4. Juni 1936 den Ehrennamen General Wever erhalten. Die Geschwaderangehörigen trugen seitdem am rechten Unterarm einen Ärmelstreifen mit der Aufschrift „General Wever“. Anlass war der tödliche Flugzeugabsturz des Chefs des Generalstabes der Luftwaffe Walther Wever drei Tage zuvor. Am 1. Mai 1939 wurde aus der I. bis III./KG 253 die I. bis III./KG 4. Der Ehrenname blieb erhalten. Eine IV. (Ergänzungs-)Gruppe kam am 18. Juni 1940 hinzu.
Die Heimathorste waren für den Stab und die II. Gruppe in Erfurt (Lage), für die I. Gruppe in Gotha (Lage), für die III. Gruppe in Nordhausen (Lage) und für die IV. (Ergänzungs-)Gruppe in Faßberg (Lage).
Anfangs war das Geschwader mit der Heinkel He 111 ausgestattet. Im Sommer 1940 erhielt die III. Gruppe Junkers Ju 88, verließ aber im Oktober den Geschwaderverband, als sie zum Kampfgeschwader 30 wechselte. Ab Dezember 1942 rüstete die I. Gruppe auf die Heinkel He 177 um. Im Oktober 1943 tauschte jeweils die I. Gruppe des Kampfgeschwaders 4 und 100 den Geschwaderverband. Die Geschwaderkennung war 5J.

## Gliederung
Der Geschwaderstab führte die I. bis IV. Gruppe, die wiederum jeweils in drei Staffeln unterteilt waren. Die 1. bis 3. Staffel gehörte der I. Gruppe, die 4. bis 6. Staffel der II. Gruppe, die 7. bis 9. Staffel der III. Gruppe und die 10. bis 12. Staffel der IV. Gruppe an. Jede Staffel, geführt durch ein Staffelkapitän, war in drei Schwärme mit je vier Flugzeugen unterteilt. Daraus ergab sich eine Sollstärke von 36 Flugzeugen in den drei Staffeln plus ein Flugzeug für den Gruppenkommandeur, also 37 Maschinen, in jeder Gruppe. Dies ergab bei vier Bombergruppen 148 Flugzeuge und, plus 4 Flugzeuge für den Geschwaderkommodore und seinen Stab, somit eine Sollstärke von 152 Flugzeugen für das gesamte Geschwader. Die IV. Gruppe war eine Ergänzungsgruppe und nahm in der Regel nicht an Kampfeinsätzen teil. In ihr wurden frisch ausgebildete oder rekonvaleszente Flieger eine Zeitlang an die Frontbedingungen gewöhnt und geschult, bevor sie in eine der drei Einsatzgruppen wechselten. Darum hatte sie meist ihren Standort in der Heimatbasis des jeweiligen Geschwaders.

## Geschichte

### Überfall auf Polen

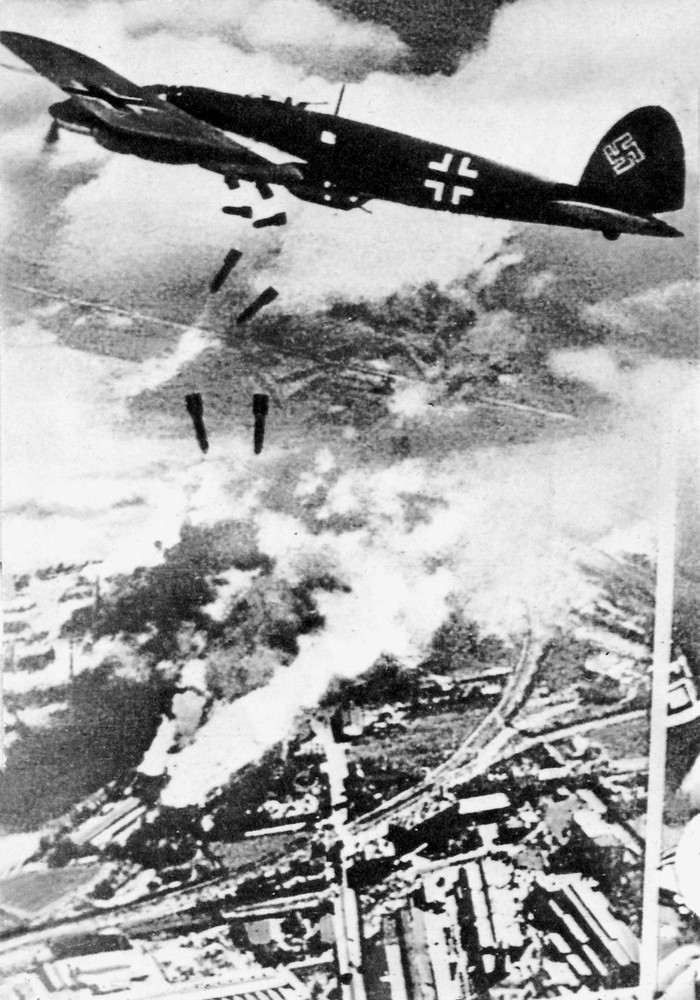
Eine Heinkel He 111 über Warschau

Am 1. September 1939 bei Beginn des Überfalls auf Polen war das Geschwader der 2. Fliegerdivision in der Luftflotte 4 unterstellt. Der Stab und die II. Gruppe lagen in Oels (Lage) und die I. und III. Gruppe in Langenau (Lage). Alle Gruppen waren mit der Heinkel He 111P ausgestattet. In dieser Version verfügte der Bomber über zwei Daimler-Benz DB 601-Motoren mit zusammen 2200 PS. Damit erreichte er eine Höchstgeschwindigkeit von bis zu 390 km/h und eine Bombenzuladung von 2000 kg.
Anfangs bombardierte das Geschwader Eisenbahneinrichtungen und Militärflugplätze. So griff die I. Gruppe am 1. und 2. September die Flugplätze der polnischen Luftwaffe in Deblin und Krakau an. Vom 3. bis 6. September attackierten Teile des Geschwaders Bahnhöfe in Ostpolen, bevor es anschließend die Weichselbrücken und Warschau bombardierte. Ab dem 9. September unterstützten Teile des Geschwaders die 8. Armee der Heeresgruppe Süd in der Schlacht an der Bzura. Am 21./22. September zog sich das Geschwader von der Front zurück und nahm die Plätze in Erfurt-Bindersleben, Gotha und Nordhausen ein.

### Überfall auf Dänemark und Norwegen

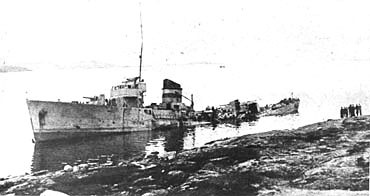
Das Wrack der Æger nahe Stavanger im April 1940

Beim Überfall auf Dänemark und Norwegen stand das Geschwader unter dem Kommando des X. Fliegerkorps. Im Vorfeld dieses Unternehmens hatte es eine intensive Ausbildung im Seeminenlegen und in der Durchführung von Nachtangriffen erhalten. Die III. Gruppe erhielt ab Januar ihre ersten Bomber vom Typ Junkers Ju 88A-1. Im Vergleich zur bisher verwendeten Heinkel He 111P hatte sie mit ihren zwei Junkers Jumo 211-Motoren 150 PS mehr Leistung. Damit erreichte sie eine um 70 km/h höhere Geschwindigkeit und eine um 400 kg höhere Bombenlast als die He 111P.
Die II. Gruppe nahm am frühen Morgen des 9. April 1940, zusammen mit der I. Gruppe des Zerstörergeschwaders 1 an einen Überflug über Kopenhagen teil, um Stärke zu demonstrieren und die dänische Regierung einzuschüchtern. Daraufhin ließ sie den Widerstand nach wenigen Stunden einstellen. Die I. Gruppe bezog daraufhin ab dem 20. April den Flugplatz Aalborg-West und zwei Tage später den Flugplatz Kastrup als Basis.
Ab dem 30. April 1940 kämpften die I. und die II. Gruppe, vom norwegischen Flughafen Oslo-Fornebu (Lage) aus, im süd- und mittelnorwegischen Raum. Dabei versenkte eine Junkers Ju 88 der III. Gruppe am 9. April das norwegische Torpedoboot Æger (Lage) vor Stavanger. Dabei kamen 75 Norweger ums Leben. Später, am 16. April versenkte eine Heinkel He 111 der II. Gruppe den schwedischen Frachter Mertainen auf der Fahrt von Narvik nach Newcastle.

### Westfeldzug

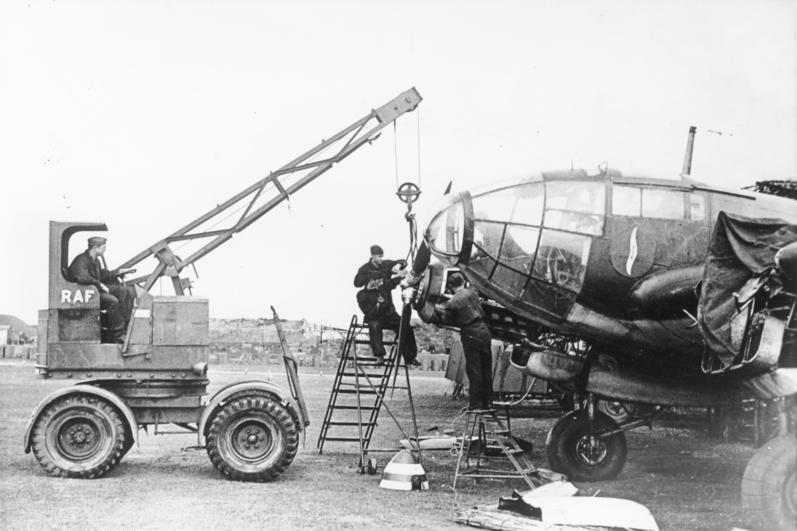
Heinkel He 111 des Kampfgeschwader 4 „General Wever“ bei einer Reparatur

Mit Beginn des Westfeldzuges verlegte das gesamte Geschwader in den norddeutschen Raum. Der Stab und die II. Gruppe startete vom Fliegerhorst Faßberg (Lage), die I. Gruppe von Gütersloh (Lage) und die III. Gruppe von Delmenhorst (Lage) aus. Es griff Ziele in den Niederlanden an und war dem Fliegerkorps z.b.V. 2 in der Luftflotte 2 unterstellt. Erste Ziele waren der Flugplatz der niederländischen Luftwaffe in Waalhaven und Flugabwehrstellungen. Am 11. Mai 1940 griff das Geschwader den Hafen von Rotterdam an und versenkte dabei die Passagierschiffe Statendam (28.291 BRT) und Veendam (15.450 BRT) sowie den Zerstörer Van Galen. Dem allgemeinen Vormarsch des Heeres folgend griff es unterstützend in die Bodenkämpfe ein oder Flugplätze und Eisenbahnstrecken an. Ab dem 26. Mai griff das Geschwader in die Schlacht von Dünkirchen ein und intervenierte gegen die eingeschlossenen alliierten Truppen die dann über den Ärmelkanal evakuiert wurden.
Am 3. Juni nahm das Geschwader am Unternehmen Paula teil, um die letzten noch vorhandenen Flugzeuge der Armée de l’Air und die Flugzeugindustrie zu zerstören. Da die französische Luftwaffe allerdings vorgewarnt war, gelang es nicht auf den angegriffenen 13 Flugplätzen nennenswerte Schäden anzurichten. Insgesamt wurden nur 16 Flugzeuge am Boden zerstört und 6 beschädigt. Von den angegriffenen 15 Fabriken wurden nur 3 erwähnenswert beschädigt. Dabei kamen 254 Zivilisten ums Leben und 652 wurden verletzt. Auf deutscher Seite gingen vier Bomber und sechs Jagdflugzeuge verloren.
In der zweiten Phase des Feldzugs (Fall Rot) ab dem 5. Juni griff das Geschwader französische Hafenstädte an der Küste des Ärmelkanals um Evakuierungen von alliierten Truppen nach Großbritannien zu erschweren. Auch die Eisenbahnanlagen und -strecken zur Küste hin waren ein Ziel der Bomber. Nach dem am 25. Juni in Kraft getretenen Waffenstillstand nahm es Plätze in den Niederlanden, in Soesterberg, Eindhoven und Amsterdam-Schiphol ein.

### Luftschlacht um England

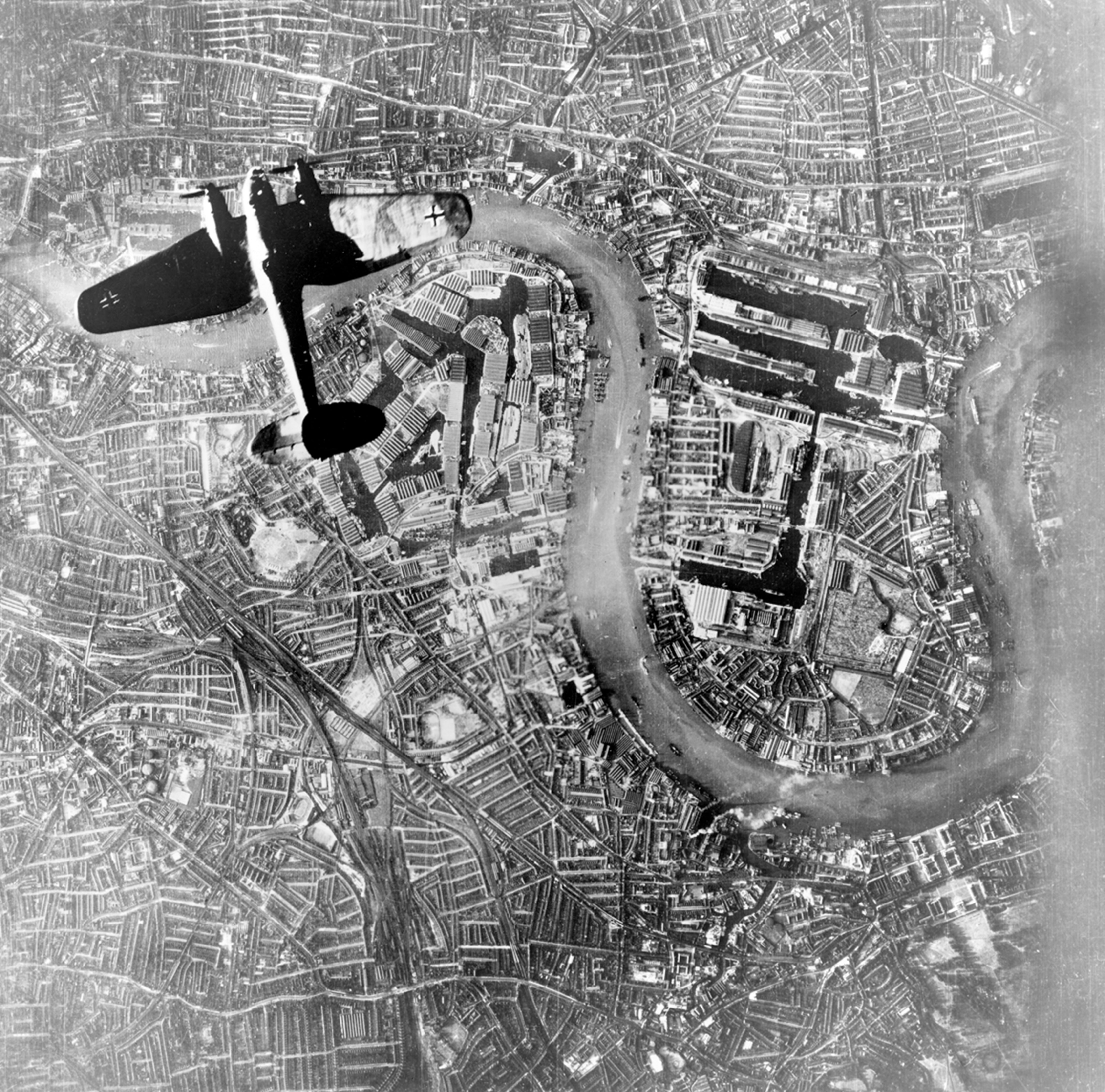
Eine Heinkel He 111 über den Surrey Commercial Docks in South London am 7. September 1940

Im Juli 1940 schulte der Geschwaderstab die I. und II. Gruppe auf die Verwendung von Luftminen um. Grund dafür war die bevorstehende Luftschlacht um England, an der das Geschwader im Rahmen der 9. Fliegerdivision der Luftflotte 2 teilnahm. Inzwischen lagen der Stab und die I. Gruppe in Soesterberg (Lage), die II. Gruppe in Eindhoven (Lage) und die III. Gruppe in Amsterdam (Lage). Auch erhielten die Gruppen mit der Heinkel He 111H eine verbesserte Version des Bombers. Diese hatte gegenüber dem Vorgängermodell mit ihren zwei Junkers Jumo 211-Motoren 200 PS mehr Leistung und eine um 10 km/h höhere Höchstgeschwindigkeit von jetzt 400 km/h. Die mitführbare Bombenlast erhöhte sich um 500 kg auf 2500 kg.
Im Juni griff das Geschwader Hafenanlagen in Wales an. Dabei wurde in der Nacht des 18./19. September der Gruppenkommandeur der II. Gruppe, Major Dietrich Freiherr von Massenbach mit seiner Heinkel He 111P-4 (Geschwaderkennung 5J+DC), von einer Blenheim der 23 Squadron, geflogen von Flight Lieutenant Duke-Woolley beschossen, so dass er nahe Cley Next the Sea auf dem Strand notlanden musste und in Kriegsgefangenschaft kam. Bei den anschließenden Angriffen auf die britische Insel war das Geschwader bei allen Großangriffen auf London beteiligt. Weitere Schwerpunkte waren Hull, Bristol, Liverpool und Belfast. In der Nacht des 14./15. November nahm das Geschwader an einem Luftangriff auf Coventry teil, der mit 515 Bombern geflogen wurde. Dabei warfen sie etwa 500 Tonnen Sprengbomben, 50 Luftminen und 36.000 Brandbomben ab, so das 568 Menschen ums Leben kamen und etwa 1000 Menschen verletzt wurden.
Im Januar 1941 verlegte die 2. Staffel auf den Flugplatz Comiso (Lage) auf Sizilien. Dort diente sie innerhalb des X. Fliegerkorps als Minenstaffel. Sie verminte mehrfach den Sueskanal und ab April griechische Gewässer. Auf den ausgelegten Minen sanken am 4. bzw. 5. Februar 1941 die Frachter Aghios Georgios und Ranee sowie am 23. April 1942 vor Suez das britische Motorschiff Jersey.

### Balkanfeldzug
Als am 6. April 1941 der Balkanfeldzug begann, unterstand die II. Gruppe des Kampfgeschwaders 4 der Luftflotte 4. Von Wien-Aspern (Lage) aus war sie, zusammen mit anderen Geschwadern, am Luftangriff auf Belgrad beteiligt. Obwohl die jugoslawische Regierung schon zwei Tage zuvor, Belgrad zur offenen Stadt erklärt hatte, wurde die Hauptstadt innerhalb zweier Tage zum größten Teil zerstört. Dabei gab es mindestens 2271 zivile Opfer und etwa 9000 Häuser wurden zerstört oder beschädigt. Der Chef der verantwortlichen Luftflotte 4 General der Flieger Alexander Löhr wurde aufgrund dieses Kriegsverbrechens, nach Kriegsende von einem jugoslawischen Gericht zum Tode verurteilt und am 26. Februar 1947 hingerichtet.
Anschließend attackierte sie den Hafen von Piräus in dem Schiffe und Anlagen beschädigt wurden. In der weiteren Folge verlegte die II. Gruppe am 21. April ins rumänische Ziliştea (Lage), da sich die Kampftätigkeit weiter in den griechischen Raum verlagerte.
Zeitgleich verlegte die 4. Staffel in die irakische Hauptstadt Bagdad. Unter dem Kommando des Sonderstabes F bekämpfte sie britische Truppen, die den Irak besetzt hielten.

### Deutsch-Sowjetischer Krieg
1941
Beim Beginn des Angriffs auf die Sowjetunion war lediglich die II. Gruppe dem IV. Fliegerkorps der Luftflotte 4 im Südabschnitt der Ostfront unterstellt. Sie war immer noch in Ziliştea stationiert. Von dort aus legte sie Minen im Schwarzen Meer, vor Sewastopol und Nikolajew. Auf diesen Luftminen sanken am 22./23. Juni der Schlepper SP-12, die Dnepr, ein Schwimmkran und der Zerstörer Bystry; weitere Kriegsschiffe wurden beschädigt. Ab Mitte Juli versammelte sich das gesamte Geschwader auf dem Fliegerhorst Prowehren (Lage) um von hier aus in die Kämpfe einzugreifen. Neben der Verminung der Ostseeinseln Oesel und Dagö nahm das Geschwader auch an den Luftangriffen auf Moskau teil. Bei der am 2. Oktober beginnenden Schlacht um Moskau war die III. Gruppe dem VIII. Fliegerkorps der Luftflotte 2 unterstellt.
1942
Im Jahr 1942 leisteten die I. und II. Gruppe Heeresunterstützung im Nord- und Mittelabschnitt der Ostfront. Am 4. und 5. April nahmen sie am Unternehmen Eisstoß teil. Zusammen mit Teilen der Sturzkampfgeschwader 1 und 2, des Kampfgeschwaders 1 und des Jagdgeschwaders 54 griffen sie Kriegsschiffe der Baltischen Flotte im Leningrader Hafen an. Dabei wurden Beschädigt wurden dabei das Schlachtschiff Oktjabrskaja Rewoljuzija durch vier Bombentreffer, der Kreuzer Maksim Gorki durch sieben Treffer mittleren Kalibers, die Kreuzer Kirow und Petropawlowsk und der Zerstörer Silny durch je einen schweren Treffer sowie der Zerstörer Grosjaschtschi, der Minenleger Marti und das Schulschiff Swir durch leichtere Treffer. Außerdem wurden die Zerstörer Stoyki und Swirepy beschädigt sowie die Unterseeboote M-79, P-2 und P-3. Auch wurden wieder Mineneinsätze im Finnischen Meerbusen und der Kronstädter Bucht geflogen. Am 22. Juli fiel der Gruppenkommandeur der II. Gruppe, Hauptmann Hermann Kühl, als seine He 111H-6 nach einem Einsatz im Donbogen nahe Charkow abstürzte. Von Oktober bis Dezember flog die III. Gruppe, von San Pancrazio (Lage) in Italien aus, Versorgungseinsätze zur Unterstützung der deutschen Truppen in Nordafrika. Zum Jahreswechsel 1942/43 verlegte sie in den Südabschnitt der Ostfront, um Versorgungsflüge in den Kessel von Stalingrad zu unternehmen.
Die IV. (Ergänzungs-)Gruppe, stationiert auf französischen Plätzen wie Laon-Athies und Avord, deren primäre Aufgabe die Ausbildung neuer Besatzungen war, flog 1942 Einsätze bei der alliierten Landung bei Dieppe und beim Kanaldurchbruch der deutschen Schlachtschiffe Scharnhorst und Gneisenau.
1943
Im Jahr 1943 blieb das Geschwader im Süd- und Mittelabschnitt der Ostfront aktiv. Am 13. Mai stürzte der Gruppenkommandeur der III. Gruppe, Hauptmann Ernst Koch mit seiner Heinkel He 111H (Geschwaderkennung 5J+FD) nach dem Start vom Fliegerhorst Saky ins Schwarze Meer und verstarb. Vom 5. bis 22. Juni nahm das Geschwader an den Luftangriffen auf Gorki und Jaroslawl teil. In Nachtangriffen, zusammen mit anderen Kampfgeschwadern, sollten das Panzerwagenwerk „Molotow“ und das Kunstkautschukwerk Jaroslawl angegriffen werden. Dabei kamen in Gorki 282 Menschen ums Leben, bei 527 Verletzten und 52 Gebäude des Werkes wurden zerstört. In Jaroslawl wurden über 120 Menschen getötet, rund 150 weitere verletzt und über 200 Gebäude (darunter einige Werkshallen des Kautschukwerkes) vollständig zerstört. Der Stab, die II. und III. Gruppe nahmen anschließend am Unternehmen Zitadelle teil. Unter der Luftflotte 6 der 1. Fliegerdivision zugeteilt, unterstützten sie den nördlichen Angriffskeil beim letztlich gescheiterten Angriff in Richtung Kursk.
Die I. Gruppe wechselte Anfang 1943 auf die Fliegerhorste Gutenfeld und ab Februar nach Lechfeld. Hier erfolgte die Umrüstung auf die Heinkel He 177A-1, einem schweren viermotorigen Bomber mit zwei flüssiggekühlten Doppel-V12-Kolbenmotoren Daimler-Benz DB 610 mit je 2950 PS Startleistung, die eine Geschwindigkeit von 488 km/h und eine Bombenlast von bis zu 7300 kg ermöglichten. Im Oktober schied die I. Gruppe aus dem Geschwaderverband aus, als sie mit der I. Gruppe des Kampfgeschwaders 100 die Bezeichnung tauschte.
1944
Auch 1944 war das Geschwader mit der I. bis III. Gruppe im Süd- und Mittelabschnitt der Ostfront zur Heeresunterstützung tätig. In der Anfangsphase des sowjetischen Sommeroffensive Operation Bagration griff das Geschwader in der Nacht vom 22. zum 23. Juni mit Bombern vom Typ Heinkel He 111H-20, von den Fliegerhorsten Bialystok-Zawady (Lage) und Focşani/Süd (Lage), den im Rahmen der Operation Frantic von US-amerikanischen Flugzeugen, unter anderem der 452nd Bomb Group (Heavy), benutzten Flugplatz Poltawa (Lage) an. Dabei wurden 43 US-amerikanische B-17-Bomber am Boden zerstört und weitere 26 beschädigt. Außerdem wurden ein Munitionsdepot und 900.000 Liter Flugbenzin vernichtet. Der US-amerikanische General Carl A. Spaatz bezeichnete Poltawa später als „den besten Angriff, denn die Luftwaffe jemals gegen die United States Army Air Forces ausführte“. Im Herbst bezog das Geschwader Flugplätze in Ungarn, z. B. in Debrecen.
1945
Letzte Einsätze waren 1945 die Versorgung der eingeschlossenen Städte Budapest und Breslau sowie Berlin. Dazu standen dem Geschwader am 10. Januar 1 Heinkel He 111 im Stab, 25 in der I. Gruppe, 23 in der II. Gruppe und 24 in der III. Gruppe zur Verfügung. Der letzte Liegeplatz vor der Kapitulation am 8. Mai 1945 war für den Stab, die I. und III. Gruppe Hradec Králové (Lage) und für die II. Gruppe Eggebek (Lage).

## Kommandeure

### Geschwaderkommodore
| Dienstgrad     | Name                 | Zeit                               |
| -------------- | -------------------- | ---------------------------------- |
| Oberst         | Martin Fiebig        | 1. September 1939 bis 10. Mai 1940 |
| Oberst         | Hans-Joachim Rath    | 30. Mai 1940 bis 1. Juni 1942      |
| Oberstleutnant | Gottlieb Wolff       | 16. Juni 1942 bis 10. Januar 1943  |
| Oberstleutnant | Hans-Joachim Schmidt | 11. Januar 1943 bis 13. Mai 1943   |
| Oberstleutnant | Werner Klosinski     | 10. Mai 1943 bis 3. Dezember 1944  |
| Major          | Reinhard Graubner    | 4. Dezember 1944 bis 8. Mai 1945   |

### Gruppenkommandeure
I. Gruppe
- Oberstleutnant Nikolaus-Wolfgang Maier, 1. Mai 1939 bis 14. November 1939[58]
- Oberstleutnant Hans-Joachim Rath, 24. November 1939 bis 30. Mai 1940[59]
- Major Hans von Ploetz, 3. Juni 1940 bis 30. Juni 1940[60]
- Hauptmann Friedrich Meissner, 3. Juli 1940 bis 14. Dezember 1940[61]
- Major Erich Schult, 22. Dezember 1940 bis 27. Januar 1941[62]
- Hauptmann Klaus Nöske, 28. Januar 1941 bis 16. Februar 1941[63]
- Major Robert-Heinrich von Groddeck, 1. Juni 1941 bis 25. August 1941[64]
- Major Klaus Nöske, 12. September 1941 bis 30. Dezember 1941[65]
- Major Heinz Alewyn, 4. Januar 1942 bis 21. März 1942[66]
- Hauptmann Helmuth Boltze, 26. März 1942 bis 20. September 1942 †[67]
- Major Wolfgang Wetterer, 25. September 1942 bis 16. Juni 1943[68]
- Hauptmann Hans-Gotthelf von Kalckreuth, 1. Juni 1943 bis 21. Oktober 1943[69]
- Major Hansgeorg Bätcher, 21. Oktober 1943 bis 13. Februar 1944[70]
- Major Ernst Göpel, 24. März 1944 bis 15. März 1945[71]
- Hauptmann Rolf Rannersmann, 16. März 1945 bis 8. Mai 1945[72]

II. Gruppe
- Oberstleutnant Wolfgang Erdmann, 1. Mai 1939 bis 30. September 1939
- Major Dietrich Freiherr von Massenbach, 1. Oktober 1939 bis 19. Juni 1940[73]
- Oberstleutnant Gottlieb Wolff, 3. Juli 1940 bis 15. Juni 1942[74]
- Major Rolf Walter von Samson Himmelstjerna, Juli 1942 bis 22. September 1942[75]
- Major Karl von Knauer, 23. September 1942 bis 27. Oktober 1942[76]
- Oberstleutnant Heinz-Joachim Schmidt, 28. Oktober 1942 bis 10. Januar 1943[77]
- Major Reinhard Graubner, 30. Januar 1943 bis 1. Juli 1944[78]
- Major Karl-Otto Hesse, 1. Juli 1944 bis 8. Mai 1945[79]

III. Gruppe
- Major Wilhelm Evers, 1. Mai 1939 bis 1. Dezember 1939[80]
- Major Wolfgang Neudörffer, 1. Dezember 1939 bis 14. April 1940[81]
- Major Ernst Kusserow, 15. April 1940 bis 8. Juni 1940[82]
- Major Erich Bloedorn, 19. Juni 1940 bis 1. November 1940[83]
- Major Wolfgang Bühring, 1. Februar 1941 bis 30. November 1941[84]
- Hauptmann Hermann Kühl, 25. November 1941 bis 22. Juli 1942 †[85]
- Major Wolfgang Queisner, 31. Juli 1942 bis 5. September 1942[86]
- Major Werner Klosinski, 21. Oktober 1942 bis 30. April 1943[87]
- Hauptmann Ernst Koch, 1. Mai 1943 bis 13. Mai 1943 †[88]
- Major Kurt Neumann, 20. Mai 1943 bis März 1944[89]
- Major Ernst-Dietrich von Tellemann, 26. März 1944 bis 26. Juni 1944[90]
- Major Reinhard Graubner, 2. Juli 1944 bis 4. Dezember 1944[91]
- Hauptmann Herbert von Kruska, 5. Dezember 1944 bis 8. Mai 1945[92]

IV. Gruppe
- Major Gerd Roth, 18. Juni 1940 bis 17. Juni 1943[93]
- Major Karl Alber, 19. Juni 1943 bis 15. August 1944[94]

## Auszeichnungen
Bekannte Träger des Ritterkreuz des Eisernen Kreuzes oder höherer Stufen des Kampfgeschwaders 4.
| Name                              | Dienstgrad    | Einheit   | Ritterkreuz   |
| --------------------------------- | ------------- | --------- | ------------- |
| Aigen, Reinhard †                 | Oberfeldwebel | 7./KG 4   | 9. Juni 1944  |
| Ammann, Paul                      | Oberfeldwebel | 3./KG 4   | 12. März 1945 |
| Bloedorn, Erich                   | Major         | III./KG 4 | 13. Okt. 1940 |
| Ermoneit, Helmut                  | Oberleutnant  | II./KG 4  | 10. Juni 1944 |
| Fiebig, Martin                    | Oberst        | Stab/KG 4 | 8. Okt. 1940  |
| Geisler, Herbert                  | Oberfeldwebel | Stab/KG 4 | 24. Okt. 1944 |
| Grassmann, Dietrich               | Hauptmann     | 1./KG 4   | 12. März 1945 |
| Graubner, Reinhard                | Hauptmann     | II./KG 4  | 3. Sep. 1943  |
| Hennings, Eberhard                | Hauptmann     | 10./KG 4  | 14. Mai 1942  |
| Herrmann, Hans-Joachim            | Oberleutnant  | 7./KG 4   | 13. Okt. 1940 |
| Kahle, Helmuth                    | Oberfeldwebel | 3./KG 4   | 9. Juni 1944  |
| Kempin, Günther                   | Feldwebel     | 3./KG 4   | 17. Apr. 1945 |
| Klosinski, Werner                 | Major         | Stab/KG 4 | 6. Juni 1944  |
| Kühl, Hermann                     | Hauptmann     | 2./KG 4   | 24. Nov. 1940 |
| Maier, Kurt                       | Oberleutnant  | 3./KG 4   | 16. Nov. 1942 |
| Massenbach, Dietrich Freiherr von | Major         | II./KG 4  | 27. Aug. 1940 |
| Metzig, Rudolf †                  | Oberleutnant  | I./KG 4   | 9. Juni 1944  |
| Morich, Gerhard                   | Hauptmann     | 4./KG 4   | 20. Juli 1944 |
| Nöske, Klaus                      | Hauptmann     | 1./KG 4   | 16. Mai 1940  |
| Odenhardt, Wilhelm                | Oberfeldwebel | 4./KG 4   | 29. Okt. 1944 |
| Rannersmann, Rolf                 | Hauptmann     | I./KG 4   | 12. März 1945 |
| Rath, Hans-Joachim                | Oberst        | Stab/KG 4 | 9. Mai 1942   |
| Röthke, Siegfried                 | Oberleutnant  | 6./KG 4   | 2. Juni 1943  |
| Schellong, Hans †                 | Oberleutnant  | 3./KG 4   | 8. Aug. 1944  |
| Sievert, Hans-Karl                | Hauptmann     | 2./KG 4   | 30. Dez. 1942 |
| Strobel, Paul †                   | Hauptmann     | 7./KG 4   | 26. März 1944 |
| Tilebein, Bruno                   | Oberleutnant  | 8./KG 4   | 9. Okt. 1943  |
| Wolff, Gottlieb                   | Oberst        | Stab/KG 4 | 5. Jan. 1943  |

## Bekannte Geschwaderangehörige
- Heinz-Ulrich Beuther (1923–1990), war 1979 bis 1980 als Brigadegeneral der Luftwaffe der Bundeswehr, Kommandeur des Lufttransportkommandos
- Kurt Dahlmann (1918–2017), war von 1958 bis 1978 Chefredakteur der Allgemeinen Zeitung in Namibia
- Lothar von Heinemann (1905–1997), war von 1958 bis 1960, als Brigadegeneral der Luftwaffe der Bundeswehr, Chef des Stabes des Führungsstabes der Luftwaffe
- Ernst Kusserow (1903–1968), war von 1961 bis 1963, als Brigadegeneral der Luftwaffe der Bundeswehr, Amtschef des Luftwaffenamtes
- Hans von Ploetz (1904–1993), saß von 1951 bis 1956 für die FDP im Hessischen Landtag
- Werner Utter (1921–2006), war ein Autor von luftfahrtbezogenen Büchern und einer der ersten Piloten der Deutschen Lufthansa, die nach dem Krieg eine Lizenz als Flugkapitän erhielten